# Ronnet
Ronnet é uma comuna francesa na região administrativa de Auvérnia-Ródano-Alpes, no departamento Allier. Estende-se por uma área de 19,88 km². Em 2010 a comuna tinha 176 habitantes (densidade: 8,9 hab./km²).